# Hippopsis griseola
Hippopsis griseola är en skalbaggsart som beskrevs av Bates 1866. Hippopsis griseola ingår i släktet Hippopsis och familjen långhorningar. Inga underarter finns listade i Catalogue of Life.